# Kuh-e Binalud
Kuh-e Binalud – pasmo górskie o długości ok. 150 km w północno-wschodnim Iranie, w Górach Niszapurskich, w systemie Gór Turkmeńsko-Chorasańskich.
Najwyższym szczytem jest góra Bínálúd (بینالود), o wysokości 3416 m n.p.m.
W dolinach istnieją pola uprawne, prowadzi się także wypas zwierząt. Położone są tu także miasta, m.in. Niszapur i Meszhed